# دیوار مرگ

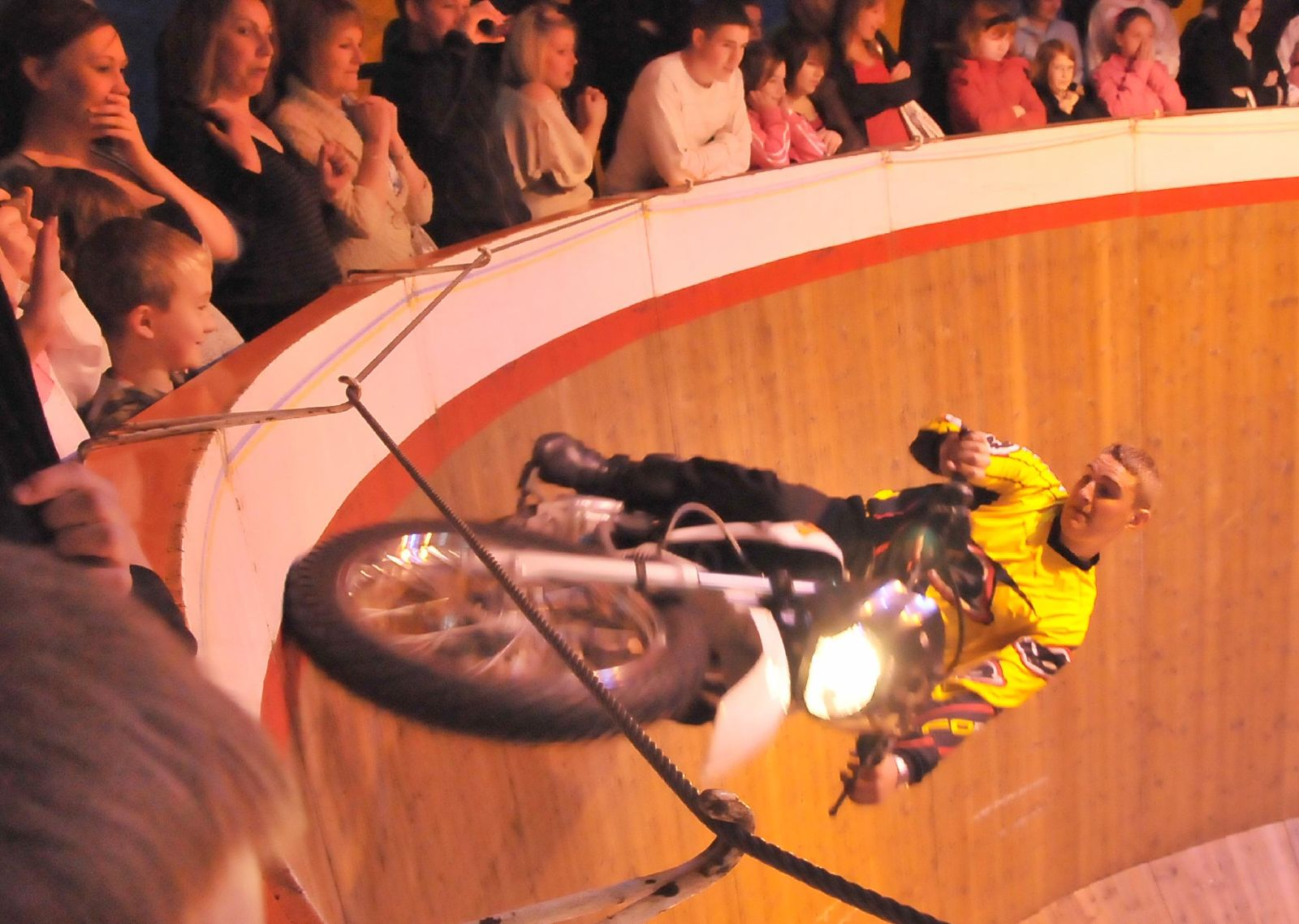
تماشاچیان وقتی موتورسوار در نزدیکی شان است به هیجان می‌آیند.

دیوار مرگ یک حرکت نمایشی است که در سوله‌ای به شکل استوانه چوبی و به‌طور معمول به قطر شش تا یازده متر ساخته شده و در داخل آن رانندگان موتورسیکلت یا اتومبیل مینیاتوری در طول دیوار به اجرای نمایش می‌پردازند. موتور با استفاده از اصطکاک و نیروی گریز از مرکز سقوط نمی‌کند.